# 所沢市立伸栄小学校
所沢市立伸栄小学校（ところざわしりつ しんえいしょうがっこう）は、埼玉県所沢市中新井にある公立小学校。

## 沿革
経緯
近隣の同市立明峰小学校、北小学校の児童数の増加に伴い、両校および富岡小学校、中富小学校の学区の一部を合併して新設された。
校名は"伸びて栄える"の意味で、同市緑町の主婦による応募案が採用された。
年表
- 1970年（昭和45年）9月18日 - 校舎第1期工事着工
- 1971年（昭和46年）1月26日 - 校名決定
  - 4月1日 - 開校
- 1975年（昭和50年）4月1日 - 美原小学校新設により美原町･松葉町･北所沢町学区域が分離。
- 1976年（昭和51年） - 昭和50年度の卒業制作として、当時の裏門にキリンの門が完成[1]。
- 1978年（昭和53年）3月25日 - 卒業記念樹として、大けやきを玄関前に植樹。
- 1979年（昭和54年）4月1日 - 中新井小学校新設により中新井3,4丁目学区域が分離。
- 2000年（平成12年）6月 - ホームページ公開
- 2001年（平成13年）11月17日 - 開校30周年記念式典挙行

## 校歌
- 伸栄小学校校歌　作詞・田口豊蔵　作曲・真野義亮

## 教育目標
- やさしく　かしこく　つよい子

## 委員会
- 代表委員会
- 体育委員会
- 給食委員会
- 飼育委員会
- 放送委員会
- 保険・整備委員会
- 図書委員会
- 環境委員会
- 音楽委員会

## 通学区域
- 中新井1･2丁目
- 大字中新井
- 花園1〜4丁目[2]

## 交通アクセス
- 西武鉄道新宿線 新所沢駅東口より約1km。
- 西武バス 伸栄小学校前バス停前。

## 進学先中学校
- 所沢市立美原中学校